# Der traurige Detektiv
Der traurige Detektiv (im Original: Печальный детектив) ist ein satirischer Roman des russischen Autors Wiktor Petrowitsch Astafjew, der in deutscher Übersetzung 1988 erschien.

## Handlung
Nach einer verunglückten Verbrecherjagd lebt der ehemalige Milizoffizier Soschnin als Frühinvalide und gelegentlicher Privatdetektiv im Vorruhestand. Nun betrachtet er seine Umgebung mit anderen, kritischeren Augen als während seiner aktiven Zeit. Sein persönlicher Rückblick auf das Panoptikum einer russischen Provinzstadt ist voll von skurrilen Typen: allzu normalen Bürgern, beschränkten Funktionären, raffinierten Ganoven, tumben Rowdys und verzweifelt bis stoischen Alkoholikern.

## Einordnung
Der traurige Detektiv ist eine gesellschaftskritische Satire über den Alltag der einfachen Bevölkerung und derjenigen am Rand der Gesellschaft in den Zeiten des Niedergangs der Sowjetunion.

## Ausgaben
- Viktor Astafjew: Der traurige Detektiv. Pahl-Rugenstein, Köln 1988, 196 S., ISBN 978-3760970172